# Brian P. Schmidt

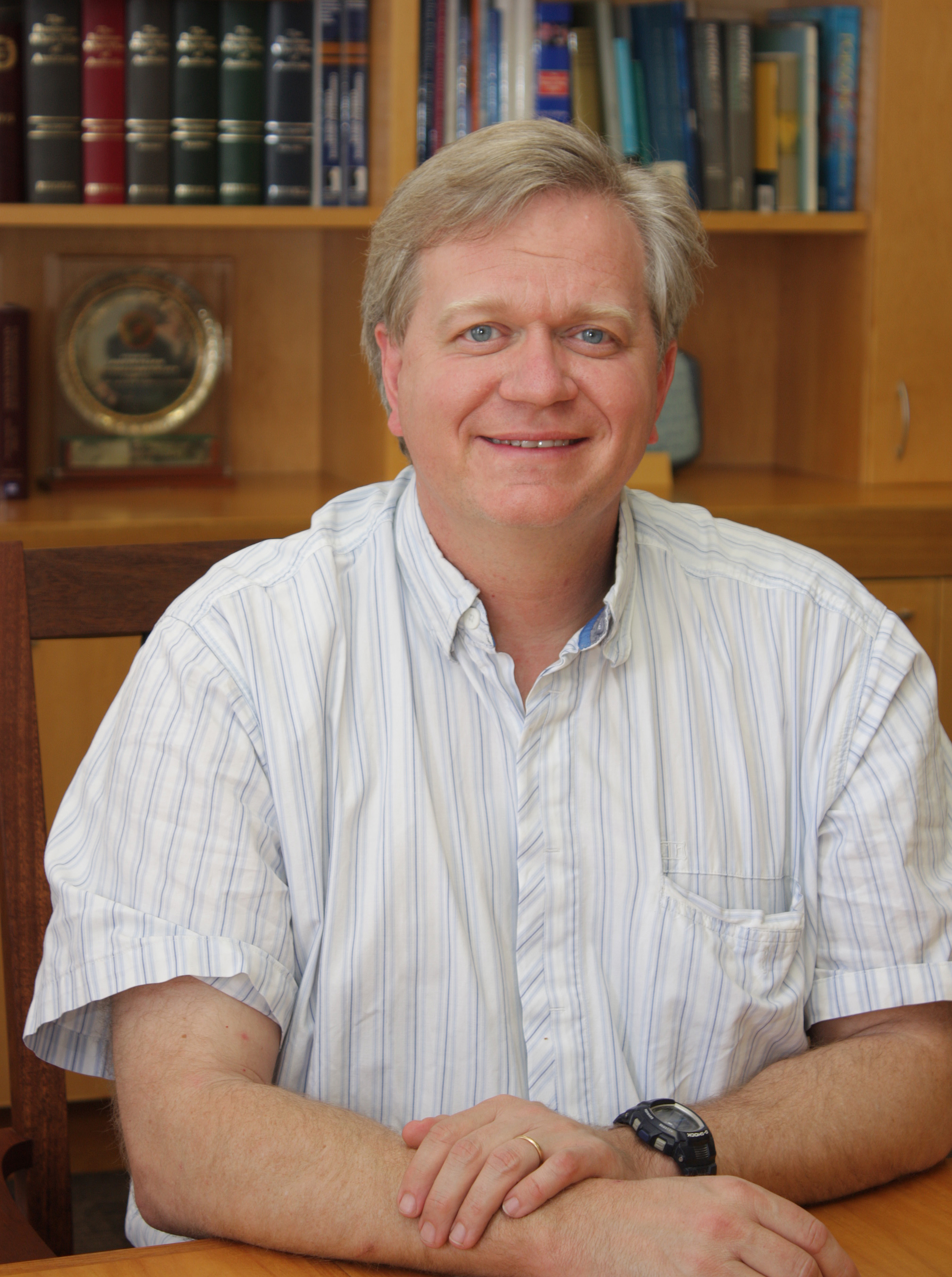
Brian Schmidt (2011)

Brian Paul Schmidt (* 24. Februar 1967 in Missoula, Montana, Vereinigte Staaten) ist ein US-amerikanisch/australischer Astronom. 2011 wurde ihm der Nobelpreis für Physik verliehen. Er war einer der Gründer und Leiter des High-Z Supernova Search Team.

## Biografie
Schmidt wuchs in Montana und Alaska auf. Er studierte Physik und Astronomie an der University of Arizona und erlangte den Ph.D. 1993 an der Harvard University mit einer Arbeit über Typ-II-Supernovae, betreut von Robert Kirshner. Seit 1995 arbeitet er in Australien am Mount-Stromlo-Observatorium und seit 1999 an der Australian National University.
Schmidt leitet das High-z Supernova Search Team, eines der beiden Teams, die Ende der 1990er Jahre aus der Messung der Helligkeit ferner Supernovae des Typs Ia feststellten, dass die Expansion des Universums sich beschleunigt (das andere Team war das Supernova Cosmology Project von Saul Perlmutter). Beteiligt war daran auch Adam Riess. Diese Entdeckung war Auslöser der heutigen Suche nach der Natur der Dunklen Energie. Neben Supernovae interessiert er sich für Gammablitze und ist wissenschaftlicher Leiter des Skymapper-Projekts zum Bau eines Durchmusterungsteleskops für den Südhimmel.
2011 erhielt er gemeinsam mit Saul Perlmutter und Adam Riess den Nobelpreis für Physik. Gewürdigt wurde ihre Entdeckung der beschleunigten Expansion des Universums durch die Beobachtung ferner Supernovae.
Seit 2016 ist Schmidt Präsident und Vizekanzler der Australian National University in Canberra.

## Auszeichnungen
- 2006: Shaw Prize
- 2007: Gruber-Preis für Kosmologie
- 2008: Mitglied der National Academy of Sciences
- 2011: Nobelpreis für Physik
- 2012: Dirac Medal (UNSW)
- 2013: Companion des Order of Australia
- 2016: Ein Asteroid wurde nach ihm benannt: (233292) Brianschmidt

## Schriften
- mit Adam Riess, Alexei Filippenko, Robert Kirshner und anderen (Supernova Search Team): Observational evidence from supernovae for an accelerating universe and a cosmological constant. In: Astron. J., Band 116, 1998, S. 1009–1038, arxiv:astro-ph/9805201
- mit Saul Perlmutter: Measuring Cosmology with Supernovae. In: K. Weiler (Hrsg.): Supernovae & Gamma Ray Bursts (Lecture notes in physics, 598). Springer, 2003, S. 195–217, arxiv:astro-ph/0303428